# Hibiya-Park

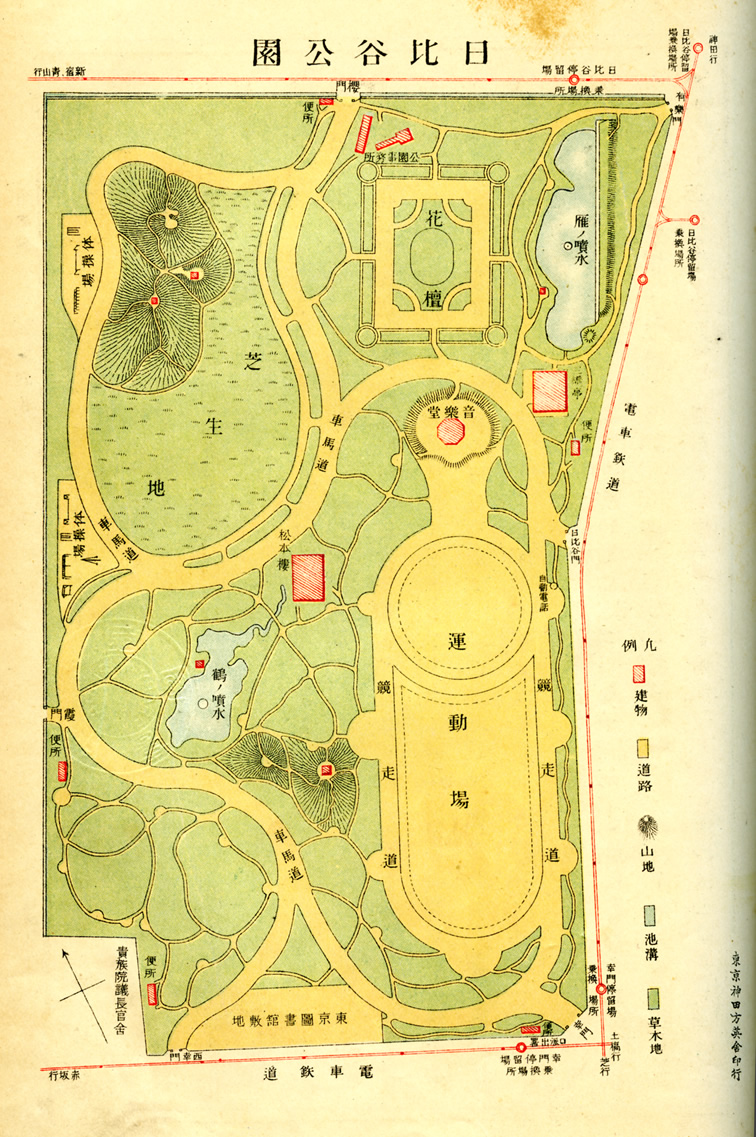
Hibiya-Park (1907)

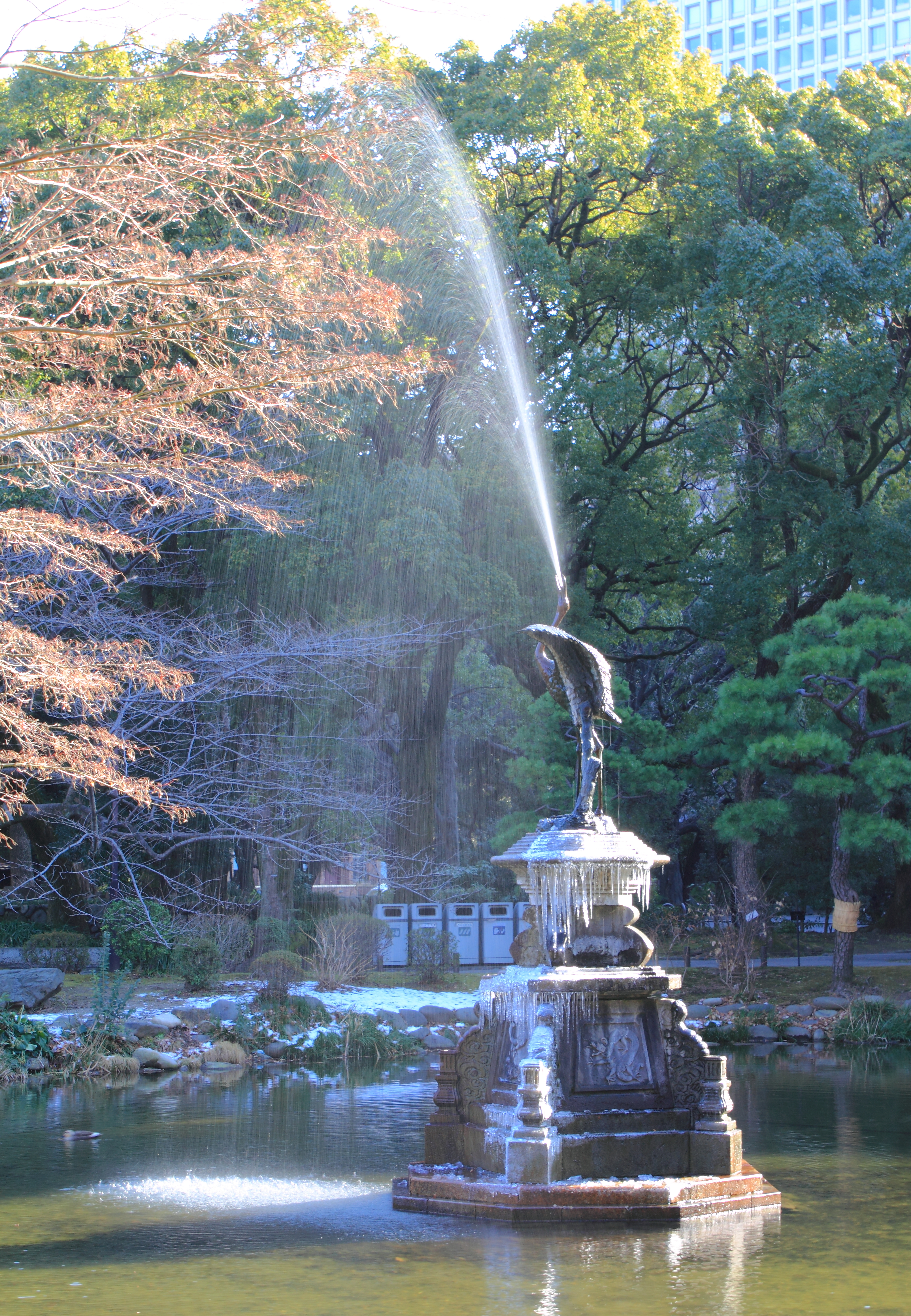
Der alte Kranich-Springbrunnen

Der Hibiya-Park (japanisch 日比谷公園, Hibiya-kōen) ist ein öffentlicher Park und Stadtteil im Bezirk Chiyoda, Tokyo.

## Übersicht
Bis zur Meiji-Restauration wurde das Gelände von Daimyō-Residenzen (Mōri, Nabeshima und einer Reihe weiteren) eingenommen, das nun an den Staat fiel. Der nutzte es zunächst als Militärgelände, aber dann wurde dort ein öffentlicher Park geplant, der erste in Japan nach durchgehend westlichem Vorbild mit Rasenflächen, Blumenrabatten, Springbrunnen und Musikpavillons. Als während der Planung die östlich angrenzende Hibiya-dōri verbreitert und ein alter Ginkgo (Alter etwa 400 Jahre, Stammumfang 6,35 m) gefällt werden sollte, soll der damalige Gartenplaner Dr. Seiroku Honda (1866–1952) sich mit dem Satz, „nur über meine Leiche“ dagegen gewehrt haben. Der Baum wurde dann 450 m versetzt, was 25 Tage dauerte.
Der Garten bewahrt im nordöstlichen Teil einen Rest der alten Wallanlage am Hibiya-Tor der inneren Befestigung. Vor dem Wall wurde der ursprüngliche Wassergraben in einen aus Klosteranlagen überlieferten „Herzform-Teich“ umgewandelt.
Die Blüten-Hartriegel-Bäume im Park kamen als Gegengabe für die japanischen Kirschbäume am Potomac-Fluss (Washington) in den Park. Inzwischen werden sie, hanamizuki genannt, als einheimisch empfunden.
Als Informationszentrum für den Garten wird ein kleines Holzhaus im westlichen Stil mit Veranda aus dem Jahre 1909 genutzt. Ein Schild deklariert es als „Deutsches Haus“. Als Geschenk aus Italien 1938 gibt es eine Statue der Kapitolinischen Wölfin, aus den USA stammt eine Freiheitsglocke.
Der Garten ist bekannt für seine regelmäßigen Musikveranstaltungen. Wegen seiner Nähe zum Hibiya-Büroviertel wird der Park gerne in der Mittagspause genutzt. Für die Körperertüchtigung stehen Sportgeräte bereit.
Der Park bildet einen eigenen Stadtteil Hibiyakōen und wird begrenzt vom Burggraben des Kaiserpalasts im Norden, Yūraku-chō im Nordosten, Uchisaiwai-chō im Osten und Südosten sowie Kasumigaseki im Südwesten und Westen.

## Kenndaten
- Träger: Präfektur Tokio.
- Eröffnung: 1. Juni 1903.
- Fläche: 161.636,66 m², davon 14.112 m² Rasen.
- Baumbestand: 5257 Bäume, 15.375 Buschartige (1995).
- Vorherrschende Baumarten: Pflaume, Ginkgo, Rhododendron, Blüten-Hartriegel, Platane, Kiefer.
- Anlagen: Doppelgebäude Shisei kaikan + Hibiya kōkai-dō (1929), Großer und Kleiner Konzert-Pavillon, Hibiya-Bibliothek, Tennisplätze, Garten-Archiv, Restaurant.
- Zugang: Bahnhof Hibiya verschiedener U-Bahnlinien.